# Conflicte al nord de Mali
El conflicte de la regió del nord de Mali és un conflicte armat que va tenir lloc entre el mes de gener del 2012 fins a l'alto el foc signat el 19 de febrer de 2015 a l'Alger, tot i que els atacs no van cessar completament.
El conflicte va tenir com a actors principals els pobles tuaregs i grups islàmics fonamentalistes de la regió d'Azauad del desert del Sàhara, que pretenen la separació contra el govern de Mali. Conduïda inicialment pel Moviment Nacional de Liberació d'Azauad (MNLA), la més recent encarnació d'una sèrie de revoltes de poblacions nòmades tuaregs que remunta com a mínim al 1916, contra l'exploració del sòl per multinacionals europees i estatunidenques. L'MNLA va ser format per antics rebels amb un nombre significant de combatents tuaregs fortament armats que lluitaven pel Consell Nacional de Transició o per l'Exèrcit de Líbia durant la Guerra Civil de Líbia.

## Inici de les hostilitats
Segons Stratfor, els primers atacs es donaren a Ménaka el 16 i 17 de gener. El 17 de gener hi hagué atacs a Aguelhok i Tessalit. El govern de Mali digué que havia recuperat el control de les tres ciutats l'endemà. El 24 de gener els rebels reprengueren Aguelhok quan l'exèrcit quan l'exèrcit malià es quedà sense munició. L'endemà el Govern de Mali va tornar a recapturar la ciutat.
El dia 22 de març, el president constitucionalment escollit Amadou Toumani Touré va ser deposat per un cop d'estat promogut pels militars contraris a la conducta del govern durant la resolució de la crisi, havent passat només un mes de les eleccions presidencials. Els militars rebels, sota la bandera del Comitè Nacional per a la Restauració de la Democràcia i de l'Estat (CNRDE) van suspendre la constitució de Mali, encara que aquesta acció hagués estat revertida el dia primer d'abril. A conseqüència de l'estabilitat política que hi ha sorgit, les tres majors ciutats del nord de Mali -Kidal, Gao i Timbuktu- van ser preses pels rebels tuaregs. El 5 d'abril, després de la captura de Douentza, l'MNLA va afirmar que havia atès els seus objectius i va cancel·lar la seva ofensiva. L'endemà, la independència d'Azauad va ser proclamada vers Mali.

## Conflicte entre tuaregs i islamistes
En un inici l'MNLA va rebre el suport del grup islàmic Ansar Dine. Després que els militars de Mali van veure's expulsats d'Azauade, l'Ansar Dine va començar imposant la xaria. L'MNLA i els islàmics es van esforçar de conciliar les seves visions conflictives per tal de construir el nou estat pretès. Després de la retirada de les forces governamentals malianes de la regió, els antics cobel·ligerants Ansar Dine, MOJWA i el MNLA aviat es van trobar en conflicte tant entre ells com amb la població. Els enfrontaments van començar a augmentar entre el MNLA i els islamistes després que fracassés un intent de fusió, malgrat la signatura d'un tractat pel repartiment del poder.

## Alto el foc
L'alto el foc entre les parts fou signat el 19 de febrer de 2015 a l'Alger, tot i que els atacs no van cessar completament.

## Intensificació de les hostilitats
El 13 de febrer de 2020, les forces governamentals de Mali van tornar a Kidal després de sis anys, el 6 d'abril, els militants van atacar una base militar a la ciutat gaoesa de Bamba, matant almenys 25 soldats malians, el 24 d'abril al 27 d'agost es van produir una sèrie d'atacs a la regió de Mopti i el 5 de juny de 2020 el govern francès va informar que Abdelmalek Droukdel, líder d'Al-Qaida del Magrib Islàmic i els membres del seu cercle més proper, havien estat assassinats per les seves forces en una operació al nord de Mali dos dies abans.
Les protestes a Mali iniciades el 5 de juny de 2020, amb els manifestants demanant la renúncia del president Ibrahim Boubacar Keïta disgustats amb la gestió de la insurgència, la suposada corrupció del govern i una economia que trontollava, i el 18 d'agost de 2020 tingué lloc un primer cop d'estat, traslladant tot el poder a un govern civil transitori amb forta representació militar, presidit pel militar retirat Bah Ndaw, i un segon cop d'estat el 24 de maig de 2021 en el que l'exèrcit va detenir Bah Ndaw i el seu primer ministre, Moctar Ouane, hores després que anunciessin la formació d'un nou govern transitori dissenyat per Ndaw i Ouane que incorporava finalment membres de la Unió per la República i la Democràcia (URD), sense tenir en compte l'opinió de Assimi Goita, vicepresident de la transició.